# Wilhelm Pleister
Wilhelm Pleister (* 23. April 1902 in Hasbergen; † 26. Oktober 1977 in Hannover) war ein deutscher Jurist und Bankmanager. Bedeutung erlangte er unter anderem im Zusammenhang mit der Gründung der NORD/LB und dem Ausbau des Jagdschlosses Springe.

## Leben

### Werdegang
Wilhelm Pleister studierte Rechtswissenschaft in Tübingen und Göttingen und wurde 1926 zum Dr. jur. promoviert. Nach verschiedenen Tätigkeiten im Justizdienst und bei unterschiedlichen Banken leitete er nach dem Zweiten Weltkrieg in den Jahren des Wiederaufbaus die Niedersächsische Heimstätte. Nachdem diese 1955 durch die damalige Niedersächsische Landesbank Girozentrale (NIELA) übernommen worden war als Treuhandeinrichtung für den Wohnungsbau wurde Pleister zunächst Mitglied des Vorstandes der Landesbank und 1959 deren Vorstandsvorsitzender.
Wilhelm Pleisters Hauptverdienst war die durch den niedersächsischen Finanzminister und späteren Ministerpräsidenten Alfred Kubel initiierte und durch schwierige Verhandlungen geprägte Gründung der NORD/LB, der Fusion der vier öffentlich-rechtlichen Kreditinstitute Braunschweigische Staatsbank, Hannoversche Landeskreditanstalt, Wohnungsbaukreditanstalt – Stadtschaft und Niedersächsische Landesbank – Girozentrale zum 1. Juli 1970. Auch bei der NORD/LB wurde Pleister Vorstandsvorsitzender, trat aber schon Mitte 1971 aus Altersgründen in den Ruhestand.
Als Vizepräsident der Landesjägerschaft Niedersachsen förderte Pleister die Renovierung und den Ausbau des Jagdschlosses Springe zur Nutzung durch die Jägerschaft.

### Weitere Mitgliedschaften und Ehrenämter
Wilhelm Pleister hatte parallel zu seinem beruflichen Schaffen zahlreiche Ehrenämter inne, außerdem war er
- 1958 bis 1973 Vizepräsident der Industrie- und Handelskammer Hannover (IHK)[5]
- ab 1970 Vorsitzender im Braunschweigischen Geschichtsverein[4]
- 1973 bis 1977 im Ältestenrat der IHK[5]
- Vizepräsident des Landesverbandes Niedersachsen im Deutschen Roten Kreuz[5]
- Vizepräsident des Landesverbandes Niedersachsen in der Schutzgemeinschaft Deutscher Wald[5]

## Auszeichnungen
Wilhelm Pleister wurde mit der Verleihung der Niedersächsische Landesmedaille geehrt.